# Episodi di Mystery Science Theater 3000 (seconda stagione)
La seconda stagione della serie televisiva Mystery Science Theater 3000 è stata trasmessa in anteprima negli Stati Uniti d'America da The Comedy Channel tra il 18 novembre 1989 e il 3 febbraio 1990.
| nº | Titolo originale | Titolo italiano | Prima TV USA     | Prima TV Italia |
| -- | --- | --------------- | ---------------- | --------------- |
| 1  | The Crawling Eye |                 | 18 novembre 1989 |                 |
| 2  | The Robot vs. the Aztec Mummy Con il corto Radar Men from the Moon, Part 1: "Moon Rocket"                            |                 | 25 novembre 1989 |                 |
| 3  | The Mad Monster Con il corto Radar Men from the Moon, Part 2: "Molten Terror"                                        |                 | 2 dicembre 1989  |                 |
| 4  | Women of the Prehistoric Planet                                                                                      |                 | 20 febbraio 1990 |                 |
| 5  | The Corpse Vanishes Con il corto Radar Men from the Moon, Part 3: "Bridge of Death"                                  |                 | 9 dicembre 1989  |                 |
| 6  | The Crawling Hand |                 | 16 dicembre 1989 |                 |
| 7  | Robot Monster Con i corti Radar Men from the Moon, Part 4: "Flight to Destruction" e Part 5: "Murder Car"            |                 | 23 dicembre 1989 |                 |
| 8  | The Slime People Con il corto Radar Men from the Moon, Part 6: "Hills of Death"                                      |                 | 30 dicembre 1989 |                 |
| 9  | Project Moonbase Con i corti Radar Men from the Moon, Part 7: "Camouflaged Destruction" e Part 8: "The Enemy Planet" |                 | 6 gennaio 1990   |                 |
| 10 | Robot Holocaust Con il corto Radar Men from the Moon, Part Part 9: "Battle in the Stratosphere" (parziale)           |                 | 13 gennaio 1990  |                 |
| 11 | Moon Zero Two |                 | 20 gennaio 1990  |                 |
| 12 | Untamed Youth |                 | 27 gennaio 1990  |                 |
| 13 | The Black Scorpion                                                                                                   |                 | 3 febbraio 1990  |                 |